# 31. siječnja u Drugom svjetskom ratu
Drugi svjetski rat po nadnevcima: 31. siječnja u Drugom svjetskom ratu.

## 1941.
- Pomorska bitka kod Lastova između tri talijanska broda i nepoznate podmornice.